# Thermopyly
Thermopyly (řecky Θερμοπύλες – „Horké brány“ nebo „Teplé prameny“) jsou vesnicí a komunitou ve Středním Řecku, která má k roku 2011 295 obyvatel. Kromě samotné vesnice je její součástí také neobydlená lokalita Loutra Thermopilon, ležící v úzké soutěsce jihovýchodně od města Lamia, přibližně 4 km od mořského pobřeží.
Soutěska je sevřena mezi pohořím Oiti a Malijským zálivem. Má délku zhruba 4 km a v nejužším místě dosahuje šířky pouhých 50 metrů. Dnes se zde nacházejí lázně a restaurace. Horké prameny nabízejí možnost koupání v přírodních kaskádách tekoucí teplé vody.

## Geografie
Oblast formuje řeka Spercheios, obklopená strmými, zalesněnými vápencovými horami. Kontinuální ukládání sedimentů z řeky během tisíciletí zásadně proměnilo zdejší krajinu. Naplaveniny výrazně změnily tvar pobřeží a moře ustoupilo téměř o čtyři kilometry.
Úžina, známá jako Pekelné či Horké brány, byla na některých místech tak úzká, že tudy stěží projel vůz. Nacházejí se zde také horké prameny, které místu dodávaly tajuplnou až hrozivou atmosféru.

## Historie
Už ve starověku šlo o strategicky významnou přímořskou soutěsku s teplými prameny. Tato soutěska tvořila bránu do středního Řecka a proslavila se během řecko-perských válek. Nejznámější je událost z druhé řecko-perské války v roce 480 př. n. l., kdy se v bitvě u Thermopyl postavilo 300 Sparťanů a 700 Thespianů obrovské přesile Peršanů.

Perské vojsko postupovalo od severu, kde si už podrobilo pobřežní oblasti. Úkolem spartského krále Leónida bylo Peršany zdržet – a po dva dny se mu to dařilo. Nakonec však Peršané díky zradě obešli průsmyk, vpadli Řekům do zad a všechny obránce pobili. Tím se Peršanům otevřela cesta do středního Řecka, zaplavili Attiku a vypálili Athény.

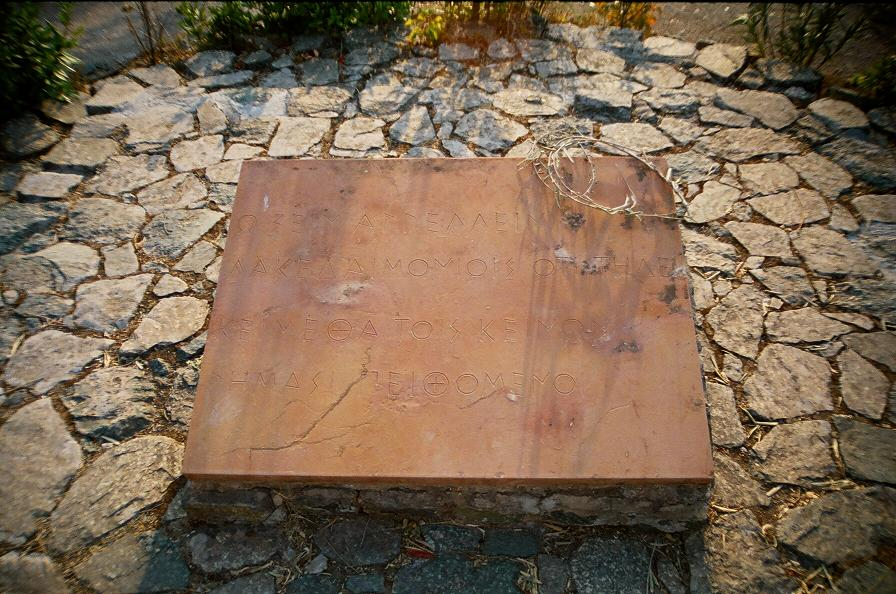
Jdi, poutníče, a zvěstuj Lakedaimonským', že my tu mrtvi ležíme, jak zákony kázaly nám.